# الكدام (تبن)

تعديل مصدري - تعديل

الكـدام هي إحدى قرى عزلة الحوطة بمديرية تبن التابعة لمحافظة لحج، بلغ تعداد سكانها 1454 نسمة حسب تعداد اليمن لعام 2004.